# 마이우섬
마이우섬(포르투갈어: Maio, 포르투갈어로 "5월"이라는 뜻) 또는 자르마이섬(Djarmai, 카보베르데 크리올 이름)은 카보베르데 소타벤투 제도에 위치한 섬으로 면적은 274.5km2, 인구는 6,980명(2015년 기준)이며 길이는 24.1km, 넓이는 16.3km이다.

## 지리
보아비스타섬 남쪽과 산티아구섬 동쪽에 위치한다. 섬에서 가장 높은 곳은 몬트페노주산(Monte Penoso)으로서 높이는 436m이다. 행정 구역상으로는 마이우시에 속하며 섬에서 가장 큰 도시는 빌라두마이우이다. 섬 전체 면적 가운데 20%(54.5km2)는 숲이고 28%(76.0km2)는 자연 보호 구역이다.

## 역사
1460년에 처음 발견되었고 16세기 말에는 가축, 특히 염소 사육장으로 활용되었다. 17세기에는 소금이 발견되면서 인구가 증가했다. 특히 빌라두마이우는 영국인들이 소금을 유럽으로 수출했기 때문에 "포르투잉글레스"(Porto Inglês)라는 이름으로 부르기도 했다.
나폴레옹 전쟁이 진행 중이던 1814년 1월 23일에는 영국과 프랑스 프리깃 함대 간의 마이우 해전이 벌어지기도 했다. 20세기에는 극심한 가뭄으로 인하여 많은 주민들이 마이우섬을 떠나서 다른 곳으로 이주하게 된다.